# Kastel (Belgique)
 (février 2022).
Si vous disposez d'ouvrages ou d'articles de référence ou si vous connaissez des sites web de qualité traitant du thème abordé ici, merci de compléter l'article en donnant les références utiles à sa vérifiabilité et en les liant à la section « Notes et références ».
Pour les articles homonymes, voir Kastel (homonymie).
Kastel est un village de la commune belge de Hamme, située en Région flamande dans la province de Flandre-Orientale. Il est situé sur le territoire de Moerzeke, un arrondissement de Hamme. Kastel est situé dans un méandre de l'Escaut. En raison de son emplacement dans le bras de la rivière, Kastel n'a pas de trafic de transit et le village est situé dans un paysage de digues et de polders  qui courre le long de l'Escaut.

## Histoire
La zone le long de l'Escaut était autrefois un marais de basse altitude, qui était inondé deux fois par jour par le mouvement des marées. Quelques hauteurs, plus tard désignées par Ganzenberg, Ripipiaberg et Stuyfbergen, le surplombaient.
Au XIIIe siècle, le seigneur de Moerzeke fit appel aux moines de l'abbaye Saint-Bernard d'Hemiksem pour endiguer et cultiver les zones marécageuses. Les moines étaient aidés par des ouvriers de digues. L'abbaye s'est vu attribuer le domaine de Ghastella. Depuis les hauteurs, des chemins ont été érigés à travers le paysage pour éviter les marées de l'Escaut. La première digue était la "gaandijk", plus tard appelée "gaudijk", qui formait la connexion avec Moerzeke. Des travaux de construction de digues ont été réalisés jusqu'au XVIe siècle. En raison du remblai croissant de l'Escaut, des courants de marée plus forts se sont développés, ce qui a parfois conduit à des ruptures de digues au cours des siècles suivants, et a nécessité le rehaussement des passages pour créer des barrages et des digues intérieures.
En 1876, Kastel devient une paroisse à part entière.
Kastel est également connu comme un «village de verre». Le village a obtenu ce surnom en raison de la présence d'un grand nombre de serres pour l'agriculture et en particulier pour la culture de légumes.

## Curiosités
- L'église Saint-Joseph néo-gothique en brique à trois nefs de 1875-1977.[1]
- Les marais salants le long de l'Escaut

## Trafic
Kastel est entouré à l'ouest, au sud et à l'est par l'Escaut, sur lequel il n'y a pas de ponts. Le village n'a que des liaisons routières vers le nord, en direction de Moerzeke, et n'a donc pas de trafic de transit.
Il existe au moins trois services de ferry pour les piétons et les cyclistes à travers l'Escaut. Ceux-ci se connectent à Mariekerke, Sint-Amands et Baasrode.

## Activités annuelles
La procession du carnaval du dimanche alterne chaque année entre les villages de Moerzeke et de Kastel, le carnaval des enfants, la « procession des Jeanets » et la combustion des poupées ont traditionnellement lieu à Kastel.

## Sport
Kastel a une équipe de football de café le FC De Stille Vrienden. Il y a aussi une équipe de handball Rap & Vlug Kastel. Les deux équipes jouent leurs matchs à domicile au centre de rencontre GOC Ter Munken, plus connu sous le nom de "De Villa".